# قرع الحية القلبي
قرع الحية القلبي (الاسم العلمي:Trichosanthes cordata) هو نوع من النباتات يتبع جنس قرع الحية من الفصيلة القرعية.